# Lutsen (Minnesota)
 (juillet 2025).
Lutsen est une census-designated place située dans le comté de Cook, dans l’État du Minnesota, aux États-Unis. Lors du recensement de 2020, elle comptait 220 habitants.